# Die Fackel im Ohr
Die Fackel im Ohr ist nach Die gerettete Zunge der zweite Band der dreibändigen Autobiografie Elias Canettis (1905–1994). Er beschreibt seine Lebensgeschichte in den Jahren von 1921 bis 1931. Das Werk erschien 1980 und wurde von der Kritik fast einhellig mit großem Respekt und Beifall aufgenommen. Im folgenden Jahr 1981 erhielt Canetti den Nobelpreis für Literatur. 1985 erschien der dritte Teil der Biografie, Das Augenspiel, über die Jahre 1931 bis 1937. Ein vierter Teil, Party im Blitz. Die englischen Jahre, blieb unvollendet und ist posthum erschienen.

## Inhalt
Das Buch beschreibt eingangs die Jahre als Jugendlicher in einer Frankfurter Pension zwischen 1921 und 1924, wo er die Inflationszeit erlebt (→ Frankfurt am Main in der Literatur. Elias Canetti: Inflation und Ohnmacht), danach die Studienjahre 1924 bis 1931 in Wien und seine literarischen Diskussionen mit Veza, seiner späteren Frau. Unterbrochen werden die Jahre in Wien von einem längeren Aufenthalt 1928 in Berlin auf dem Höhepunkt der Goldenen Zwanziger.
Eine wesentliche Rolle spielt das Verhältnis zu seiner Mutter, die seine literarischen Ambitionen nicht gutheißt und von ihrem Sohn eine Fokussierung auf seine Hauptdisziplin, nämlich die Chemie, fordert.
Der Titel des Buches bezieht sich darauf, dass Canetti in Wien zu den begeisterten Zuhörern der Vorträge von Karl Kraus zählte, der damals die Zeitschrift Die Fackel herausgab.